# كارل إي. موريس
كارل إي. موريس (بالإنجليزية: Carl E. Morris)‏ (23 فبراير 1887 - 11 يوليو 1951) هو ملاكم أمريكي.